# Blue Effect

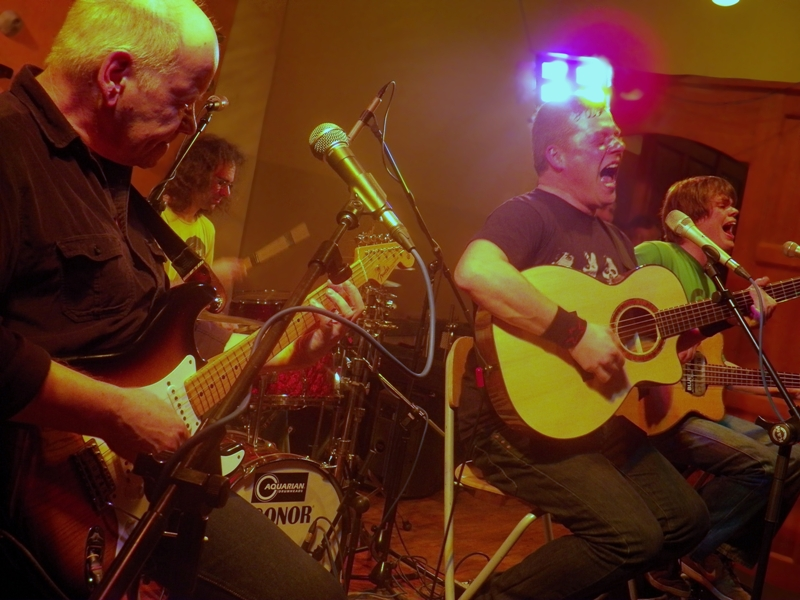
A Blue Effect egy 2012-es fellépésen

A Blue Effect vagy Modrý Efekt illetve M Efekt egy cseh rockzenekar, mely 1968-ban alakult.

## Tagjai
- Jiří Kozel – basszusgitár
- Vladimír Mišík – ének, gitár
- Vlado Čech – dob
- Radim Hladík – gitár
- Lešek Semelka – billentyűs hangszerek

## Albumaik
- Meditace (1970)
- Coniunctio (1970)
- Kingdom Of Life (1971)
- Nová syntéza (1971)
- Nová syntéza 2 (1974)
- Modrý Efekt & Radim Hladík (1974)
- Svitanie (1977)
- Svět Hledačů (1979)
- 33 (1981)
- Beatová síň slávy – Blue Effect (válogatás, 2004)